# Я вбиваю велетнів
«Я вбиваю велетнів» (англ. I Kill Giants) — американська обмежена серія коміксів, видана Image Comics у 2008 році. Автор сценарію — Джо Келлі, художник — Кен Ніімура. У центрі сюжету — Барбара Торсон, дівчинка-аутсайдерка, яка втікає від важкої реальності у світ фантазії, де вона бореться з велетнями та іншими магічними істотами.

## Синопсис
«Я вбиваю велетнів» — це історія про дівчину, захоплену настільними рольовими іграми (Dungeons and Dragons), яка майже не має друзів і переконана, що велетні існують, і тільки вона здатна їх зупинити. Її фантазії поступово проникають у повсякденне життя, змінюючи її сприйняття світу.

## Персонажі
- Барбара Торсон: розумна, дотепна, але соціально відчужена школярка, фанатка Dungeons & Dragons, носить вухатий обруч і завжди при собі має молот «Коваль богів», яким, за її словами, вбиває велетнів.
- Карен Торсон: старша сестра Барбари, яка після хвороби матері змушена взяти на себе роль опікунки.
- Софія Нуво: нова однокласниця Барбари, одна з небагатьох, хто намагається з нею подружитися.
- Пані Моллі: шкільна психологиня, яка намагається допомогти Барбарі розібратися в собі.
- Мама Барбари: ніколи прямо не з’являється у кадрі, але її хвороба й наближення смерті є рушієм усього сюжету.

## Нагороди
Комікс отримав численні нагороди: «Найкраща незалежна книга 2008» від IGN, увійшов до десятки найкращих коміксів 2009 року за версією New York Magazine, а також до списку найкращих графічних романів для підлітків від YALSA (2010). У 2012 році здобув золоту нагороду International Manga Award і посів друге місце на японській премії Gaiman Award як найкращий іноземний комікс.

## Кіноадаптація
У 2017 році вийшла екранізація коміксу, режисером якої став Андерс Вальтер, а сценаристом — сам Джо Келлі. У фільмі знялися Медісон Вульф, Імоґен Путс, Зої Салдана та Ноель Кларк.

## У популярній культурі
Комікс також надихнув новозеландський гурт The Naked and Famous на створення пісні «I Kill Giants», а бостонський гурт I Kill Giants взяв свою назву на честь цього твору.

## Колекційні видання
- I Kill Giants (м'яка обкладинка, Image Comics, 184 стор., травень 2009, ISBN 1-60706-092-2, тверда обкладинка, 300 стор., листопад 2009, Image Comics, ISBN 1-60706-173-2, Titan Books, ISBN 1-60706-172-4)